# كيم جاكسون (كاتبة سيناريو)
كيم جاكسون (بالإنجليزية: Kym Jackson)‏ هي كاتبة سيناريو بريطانية وأسترالية، ولدت في 1 يوليو 1983 في باث في المملكة المتحدة.

## وصلات خارجية
- الموقع الرسمي
- كيم جاكسون على موقع IMDb (الإنجليزية)
- كيم جاكسون على موقع قاعدة بيانات الفيلم (الإنجليزية)